# Bazinval
Bazinval – miejscowość i gmina we Francji, w regionie Normandia, w departamencie Sekwana Nadmorska.
Według danych na rok 1990 gminę zamieszkiwało 335 osób, a gęstość zaludnienia wynosiła 47 osób/km² (wśród 1421 gmin Górnej Normandii Bazinval plasuje się na 580. miejscu pod względem liczby ludności, natomiast pod względem powierzchni na miejscu 526.).